# 第三世界の曙
第三世界の曙（だいさんせかいのあけぼの；英: On the Third Day）は、1973年に発表されたエレクトリック・ライト・オーケストラのスタジオ・アルバム。

## 概要
演奏時間が長いプログレッシブ・ロックが収録された前作『ELO2』に対し、今作には比較的短く、前作よりもポップな音作りの曲が収録されている。
発売当初はメンバーの意向に反して、「海賊の衣装をまとったメンバーが並んでヘソを出している」というジャケットが用いられていたが、リマスター盤の発売以降はオリジナルの「ジェフ・リンが宇宙から地球を見下ろしている」という縦開きのジャケットに戻された。
T・レックスのマーク・ボランがこのアルバムに参加しており、その演奏は「いとしのベル」「暗黒の夢魔」及びボーナストラックの「Everyone's Born to Die」で聞く事ができる。

## 収録曲
特筆のない曲は全てジェフ・リンの作品。
なお、「ショウダウン」はUK盤及び再発盤のみの収録で、当時すでにシングルとして発売されていた。
A面
1. "母なる大海の裂けし時 / 宇宙の帝王 - Ocean Breakup/King of the Universe" – 4:07
A面に収録されている4曲は「母なる大海の裂けし時」とそのリプライズに挟まれた一続きのメドレーになっており、コンサートでも一続きになって演奏されていた。
2. "青い鳥は絶えたのか？ - Bluebird Is Dead" – 4:24
3. "絶望のスーザン - Oh No Not Susan" – 3:07
歌詞に「f*cking」という単語が使われているが、気づかれずにラジオで頻繁に放送された。
4. "新世界の曙 / 母なる大海の裂けし時 - New World Rising/Ocean Breakup (Reprise)" – 4:05
暗い歌詞を持つ曲で構成されたA面の中では、ずば抜けて明るい曲調と歌詞を持つ曲。最後に「母なる大海の裂けし時」が連結されており、メドレーとしての統一感を出している。
5. "ショウダウン - Showdown" – 4:24
シングルカットされイギリスで12位。チェロやバイオリンのサウンドを大きくフィーチャーしたサザンロック調のアレンジ。
初期ELOの代表曲であり、コンサートの定番曲となっている。

B面
1. "大いなる夜明け - Daybreaker" – 3:51
リチャード・タンディーによるシンセサイザーが大々的にフィーチャーされたインストルメンタル作品。
いとしのベルのB面としてシングルリリースされ、A面より多くラジオで放送された。
2. "いとしのベル - Ma-Ma-Ma Belle" – 3:56
マーク・ボラン参加。シングルカットされた。
3. "暗黒の夢魔 - Dreaming of 4000" – 5:04
マーク・ボラン参加。シングルカットされる予定だった。
4. "山の大王の広間にて - In the Hall of the Mountain King" – 6:37
エドヴァルド・グリーグによるクラシック曲のカヴァー。

リマスター盤のボーナストラック

「Interludes」を除く全てのトラックにマーク・ボランが参加している。
1. "Auntie (Ma-Ma-Ma Belle)" (Take 1) – 1:19
2. "Auntie (Ma-Ma-Ma Belle)" (Take 2) – 4:05
3. "Mambo (Dreaming of 4000)" (Take 1) – 5:05
4. "Everyone's Born to Die" – 3:43
5. "Interludes" – 3:40

## 演奏者
- ジェフ・リン - ヴォーカル、ギター
- ベヴ・ベヴァン - ドラム、パーカッション
- リチャード・タンディー - ピアノ、モーグ、クラビネット、エレクトリックピアノ
- マイク・デ・アルバカーキ - ベース、コーラス
- マーク・ボラン - ギター
- マイク・エドワーズ - チェロ
- ウィル・ギブソン - バイオリン
- ミック・カミンスキー - バイオリン
- コリン・ウォーカー - チェロ